# Привезенцев, Владимир Андреевич
Владимир Андреевич Привезенцев (9 декабря 1924, Дрезна — 1 июля 2006, Владимир) — советский и российский кинооператор. Заслуженный работник культуры РСФСР (1973), Заслуженный деятель искусств Российской Федерации (1996). Участник Великой Отечественной войны.
Внук — Привезенцев, Максим Вячеславович.

## Биография
Родился 9 декабря 1924 года в Дрезне современной Московской области. После окончания средней школы, продолжил учёбу в Дрезненском фабрично-заводском училище.
В июле 1941 года воевал на фронте в составе московской дивизии народного ополчения, 6 дно. Был ранен под Ельней, попал в плен, был освобожден. В мае 1945 года закончил войну в звании старшины. Награждён орденом Отечественной войны II степени, медалями.
После демобилизации Привезенцев окончил Высшие счётно-экономические курсы при Институте народного хозяйства имени Г. Плеханова в Москве. Летом 1947 года он по распределению приехал работать экономистом на рыбокомбинат города Чехов на острове Сахалин. Вскоре его назначили директором городского Дома культуры, а позже он был директором Дворца пионеров и школьников, детской музыкальной школы, городского парка культуры и отдыха.
Поскольку Привезенцев хорошо фотографировал, его приняли на работу в «Молодую гвардию», через два года взяли в штат «Советского Сахалина», а затем — Сахалинского корреспондентского пункта.
В 1957 году Привезенцев окончил исторический факультет Южно-Сахалинского педагогического университета, в 1963 году — кинооператорский факультет ВГИКа.
Автор книги «Сахалинский репортаж. Вокруг острова на мотоциклах», написанной в 1957 году, однако выпущенной лишь в 2021 году.
С 1959 по 1974 годы он работал на Дальневосточной киностудии. В этот период снял фильмы «Южный — город вьюжный», «Золото океана», «Флаги вьются рядом», «Остров Тюлений», «Три дня на Сахалине», «От Тихого океана до Балтики», представленные на всесоюзных и международных кинофестивалях.
В 1967 году был руководителем мотопробега «Ралли Родина» от Сахалина до Ленинграда, по материалам которого создал документальный фильм «От Тихого океана до Балтики».
С 1974 года Привезенцев жил и работал в городе Владимир. С 1974 по 1996 год был корреспондентом-оператором Гостелерадио СССР по Владимирской и Ивановской областям, участвовал в создании областного телевидения.
Работал в жанре документальное кино, снял более 50 фильмов, был дипломантом и лауреатом Всесоюзных и Международных телефестивалей.
Фильм «Снег» занял призовое место на конкурсе документальных фильмов в Москве и его показывали в социалистических странах — Польше, ГДР, Венгрии, Чехословакии.
Член Союза журналистов (с 1957) и Союза кинематографистов СССР (с 1969).
Умер 1 июля 2006 года во Владимире. Похоронен на кладбище Улыбышево рядом с городом Владимир.

## Фильмография
- 1964 — «Южный — город вьюжный»
- «Золото океана»
- «Флаги вьются рядом»
- «Остров Тюлений»
- «Три дня на Сахалине»
- 1967 — «От Тихого океана до Балтики»
- «Снег»

## Награды
- Заслуженный работник культуры РСФСР (1973)
- Заслуженный деятель искусств Российской Федерации (1996)[11]